# Медоубрук (Алабама)
Медоубрук (енгл. Meadowbrook) насељено је место без административног статуса у америчкој савезној држави Алабама.

## Демографија
По попису из 2010. године број становника је 8.769, што је 4.072 (86,7%) становника више него 2000. године.
| Група             | 2000.         | 2010.         |
| Белци             | 4.407 (93,8%) | 8.029 (91,6%) |
| Афроамериканци    | 135 (2,9%)    | 343 (3,9%)    |
| Азијати           | 98 (2,1%)     | 185 (2,1%)    |
| Хиспаноамериканци | 31 (0,7%)     | 138 (1,6%)    |
| Укупно            | 4.697         | 8.769         |